# هدن هایتس، نیوجرسی
هدن هایتس (به انگلیسی: Haddon Heights) شهری در ایالت نیوجرسی کشور ایالات متحده آمریکا است که جمعیت آن در سرشماری سال ۲۰۱۰ میلادی، ۷٬۴۷۳ نفر بوده‌است.